# Valdelacalzada
Valdelacalzada è un comune spagnolo di 2 852 abitanti situato nella comunità autonoma dell'Estremadura, comarca Tierra de Badajoz.
Il comune venne creato nel 1996 staccandolo da Badajoz.